# Vendo casa disperatamente
Vendo casa disperatamente è un reality show prodotto dalla Endemol, facente parte del palinsesto di Real Time dal 2009 al 2015, con la conduzione della mediatrice immobiliare Paola Marella.
Nato come spin-off del programma Cerco casa disperatamente, è andato in onda per la prima volta il 22 novembre 2009.
Dopo un anno e mezzo, il 5 novembre 2015, il programma torna su Real Time con una struttura e una formula modernizzate, secondo quanto annunciato dalla stessa Paola Marella ai microfoni di Deejay chiama Italia.

## Struttura del programma
Il concept della trasmissione si basa sulla richiesta di una consulenza da parte di venditori che hanno riscontrato problemi nel cercare di vendere il loro immobile a causa di evidenti problemi relativi alle condizioni strutturali delle case stesse. Fra le richieste d'aiuto, la conduttrice ne sceglie tre che andrà poi a presentare a un possibile acquirente deciso a cambiare abitazione. Una volta effettuata la scelta della casa in base alle esigenze del compratore, gli architetti intervengono per migliorare alcuni particolari o per ristrutturare alcune parti dell'immobile. Alla fine della puntata, prima dei titoli di coda, una schermata mostra i costi sostenuti per portare a termine i lavori e i giorni totali di lavorazione.

### Evoluzione del programma
Il 17 maggio 2012 incomincia la quarta stagione del programma, portando con sé alcune novità. La struttura del programma è leggermente cambiata: vengono presentate al potenziale acquirente solo due proposte e inoltre Paola Marella si affida in ogni puntata, oltre ai due architetti, anche a degli altri esperti che collaborano alla ristrutturazione, come Barbara Gulienetti.

## Cast
Il cast del programma è composto da due o tre persone a seconda dell'edizione:
| Cast               | Ruolo                        | Edizione | Edizione | Edizione | Edizione | Edizione | Edizione |
| Cast               | Ruolo                        | 1ª       | 2ª       | 3ª       | 4ª       | 5ª       | 6ª       |
| ------------------ | ---------------------------- | -------- | -------- | -------- | -------- | -------- | -------- |
| Paola Marella      | Agente e conduttrice         |          |          |          |          |          |          |
| Andrea Castrignano | Interior designer            |          |          |          |          |          |          |
| Raffaele Brauzzi   | Architetto                   |          |          |          |          |          |          |
| Miguel Angel       | Interior and garden designer |          |          |          |          |          |          |
| Luca Cabassi       | Architetto                   |          |          |          |          |          |          |
| Andrea Spera       | Architetto                   |          |          |          |          |          |          |

## Stagioni
| Stagione | Puntate | Dal              | Al               |
| -------- | ------- | ---------------- | ---------------- |
| 1        | 7       | 22 novembre 2009 | 6 gennaio 2010   |
| 2        | 8       | 25 novembre 2010 | 13 gennaio 2011  |
| 3        | 8       | 16 giugno 2011   | 4 agosto 2011    |
| 4        | 8       | 17 maggio 2012   | 5 luglio 2012    |
| 5        | 4       | 19 dicembre 2013 | 9 gennaio 2014   |
| 6        | 6       | 5 novembre 2015  | 10 dicembre 2015 |